# Pseudasthenes
Pseudasthenes és un gènere d'ocells de la família dels furnàrids (Furnariidae).

## Taxonomia
Segons la Classificació del Congrés Ornitològic Internacional (versió 10.2, 2020) aquest gènere està format per 4 espècies:
- Pseudasthenes humicola - cisteller cuanegre.
- Pseudasthenes patagonica - cisteller de la Patagònia.
- Pseudasthenes steinbachi - cisteller ala-roig.
- Pseudasthenes cactorum - cisteller dels cactus.